# Capitale et majuscule
Cette page contient des caractères spéciaux ou non latins. S’ils s’affichent mal (▯, ?, etc.), consultez la page d’aide Unicode.
Capitale et majuscule sont, en écriture manuscrite ou mécanique, typographique ou informatique, une forme de lettre de plus grande taille que la lettre courante, appelée « minuscule » ou « bas-de-casse », utilisée soit en initiale de mot, soit pour mettre en évidence des phrases ou des mots entiers.
En typographie, certains auteurs distinguent capitale et majuscule. Une capitale possède un glyphe (tracé d’une lettre) différent de celui d’une minuscule, un simple format. Une majuscule est un emplacement initial déterminé par les règles d’orthotypographie, qui se réalise la plupart du temps comme une capitale.

## Capitale
La capitale est la casse à utiliser pour composer en « grandes lettres » dans les écritures bicamérales. Ainsi, le glyphe (tracé apparent du caractère) ‹ B › est la capitale de ‹ b › dans l’alphabet latin, de ‹ β › dans l’alphabet grec et de ‹ в › dans l’alphabet cyrillique. Le tracé des capitales, que l’on oppose aux minuscules, diffère très souvent non seulement par le glyphe mais aussi par l’œil.
|            | Capitales | Petites capitales | Minuscules |
| ---------- | --------- | ----------------- | ---------- |
| Latin      | ABCDE     | abcde             | abcde      |
| Cyrillique | АБВГДЕ    | абвгде            | абвгде     |
| Grec       | ΑΒΓΔΕ     | αβγδε             | αβγδε      |

L'appellation « lettres capitales » tient au fait que ces caractères se trouvent rangés, dans les imprimeries, en haut de la casse, c’est-à-dire à la « tête » des cassetins destinés à contenir l’ensemble des caractères. Par opposition, les minuscules, situées dans le bas de la casse, sont aussi appelées « lettre en bas-de-casse » ou tout simplement « bas-de-casse ». Il existe en outre des petites capitales. Le nom de la capitale est donc apparu avec l’imprimerie, les Romains ne l’ont jamais utilisé.

## Majuscule
La majuscule (du latin majuscula, « un peu plus grande ») est un caractère situé au début de certains mots. Chaque langue en fixe l’usage (pour autant qu'elle dispose de majuscules et de capitales, ce qui n'est pas le cas, par exemple, de l'alphabet arabe et de ses dérivés, de l'alphabet hébreu ou de la devanagari). Le plus souvent, les majuscules sont représentées par des capitales (d’où la confusion). Certains types de caractères, comme la famille des gothiques qui reproduisent des modèles du Moyen Âge, proposent en fait des bas-de-casse qui servent pour écrire le texte, et des « capitales » qui ne sont que des majuscules, dans la mesure où on n’écrit pas des mots entiers. La plupart des écritures manuscrites ou des typographies qui en reprennent le principe n’ont pas de capitales, mais des majuscules. En écriture française classique, les majuscules s’appellent « lettres majeures », les minuscules « lettres mineures ».

## Différence entre capitales et majuscules
La phrase : « LONGTEMPS MARIANNE S’EST COUCHÉE DE BONNE HEURE » est écrite en capitales, mais seules la première (L) et la dixième (M) lettres sont majuscules. On s’en rend mieux compte si on écrit cette phrase avec des capitales et des petites capitales : « Longtemps Marianne s’est couchée de bonne heure ».
Capitales et majuscules se distinguent par leur fonction :
- l’utilisation d’une majuscule est dictée par les règles de l’orthographe : en français, on les utilisera par exemple pour la lettre initiale d’une phrase ou d'un nom propre ;
- les capitales relèvent, elles, d’un choix de composition typographique. Leur emploi relève moins d’une norme que d’une décision particulière. Un éditeur ou un journal pourra par exemple, dans sa charte graphique, décider de composer les titres de livres ou d'articles en capitales et les sous-titres en petites capitales.

Les règles d’utilisation des majuscules varient d’une langue à l’autre.
Chaque langue utilisant une écriture bicamérale possède ses propres règles concernant l’emploi des majuscules : en français, par exemple, on n’écrit pas les noms de langues avec une majuscule ; c’est pourtant le cas en anglais. En allemand, tous les noms, communs ou propres, prennent une majuscule. Certains digrammes, quand ils doivent être en majuscule capitale, sont notables : en français, l'absence de ligature dans ‹ Oedipe › est incorrecte ; le digramme capital s’écrit en effet ‹ Œ › : ‹ Œdipe ›. En néerlandais, le digramme lié ‹ ĳ › s’écrit ‹ Ĳ › en majuscule capitale : ‹ Ĳsselmeer › et non ‹ Ijsselmeer ›.
« Écrivez en majuscules », à cet égard, n’a aucun sens en typographie. C’est pourtant une expression courante, de même que « majuscule initiale », expression intrinsèquement redondante.
La confusion entre ces deux termes est de fait très fréquente et la distinction entre les deux mots appartient surtout au jargon de la typographie.

## Usages

### Dans les titres
(février 2007).
 (octobre 2021).
La règle d’écriture des articles initiaux des titres est applicable à d’autres noms propres : en effet, ils sont mutables après une préposition (« à le » → « au », « de le » → « du », « de les » → « des ») ou remplaçables par un possessif ou un démonstratif, voire un numéral. Aussi ne sont-ils pas pris en compte dans les classements alphabétiques primaires (voir les dictionnaires de noms propres ou de titres d’œuvres). L’article y est souvent reporté à la fin, où il est pris en compte seulement comme clé secondaire, entre parenthèses ou après une ponctuation séparatrice comme la virgule. L’article n’a donc pas de majuscule, mais seulement une minuscule écrite en capitale en début de phrase.
Pour saisir la nuance, il faut comprendre la différence entre :
- une majuscule, propriété intrinsèque et invariable de l’initiale d’un mot ou des initiales ou d’un sigle (ce mot ne pouvant pas être ni contracté ni muté, etc., qui fait du mot un mot propre, et qu’on ne peut pas écrire avec un « bas-de-casse » ou une « petite capitale »), propriété qui s’oppose à la lettre minuscule utilisée dans tous les autres cas de lettres médiales ou finales ainsi que pour tous les mots communs dont toutes les lettres sont toujours une lettre minuscule (même en initiale placée en début de phrase !), et
- une capitale (aussi appelée « haut-de-casse ») qui désigne uniquement une casse typographique pour l’écriture, concept lié en français à la règle orthographique qui interdit l’écriture en « bas-de-casse » ou « petite capitale » mais impose l’écriture d’une casse « capitale » ou d’une casse « grande capitale », à tous les mots en début de phrase, que ceux-ci soient propres ou communs, et donc indépendamment du fait que ces mots commencent par une majuscule ou une minuscule.

Historiquement, certaines minuscules françaises avaient aussi plus que les trois casses encore utilisées aujourd’hui (la casse « bas-de-casse » communément mais improprement appelée « minuscule » en milieu et fin de phrase, la casse « capitale » qui est un concept différent de la « majuscule » trop souvent employé à tort, et la casse « petite capitale ») avec des casses supplémentaires suivant la position dans le mot ou la phrase (cas du ‹ s ›, ou du ‹ z › qui distinguait aussi les casses « médiales » et « finales » parmi les « bas-de-casse », et du ‹ i › ou du ‹ u › avant qu’ils soient dissociés orthographiquement des nouvelles lettres ‹ j › et ‹ v ›).
Les majuscules, par contre, n’existent généralement qu’en une seule casse aujourd’hui (la « capitale »), mais la « grande capitale » (souvent appelée lettrine quand elle est décorative et enjambe plusieurs lignes) existe encore parfois aussi en début de paragraphe (mais uniquement aujourd’hui de façon décorative), alors qu’avant, la distinction avait valeur de ponctuation permettant de savoir si la phrase continuait le paragraphe précédent ou commençait un nouveau paragraphe. Les différentes casses ne sont pas une propriété intrinsèque du mot, au contraire de la distinction très stricte en français entre minuscule et majuscule.
La confusion entre « majuscule/minuscule » (propriété invariante et intrinsèque de composition des mots) et « haut-de-casse/bas-de-casse » (propriété mutable des caractères écrits, dans les limites des règles ortho-grammaticales) est courante, puisque sur un clavier usuel (ainsi que dans le codage des caractères d’un texte, même avec Unicode), on ne saisit que la distinction entre deux des casses possibles (les autres casses étant obtenues par des fonctions de mise en forme des traitements de texte et non codées dans le texte lui-même), mais jamais la distinction (pourtant sémantique et fondamentale) entre majuscules et minuscules qui composent les mots (et ont des touches improprement appelées « majuscule » ou « verrouillage majuscule », alors que ce sont exactement des touches « haut-de-casse » et « verrouillage haut-de-casse ») !
Mais les dictionnaires et encyclopédies, eux, font cette distinction (notamment car cela permet de repérer le bon usage orthographique des différentes casses autorisées et interdites).
C’est pourquoi lors de la composition de textes, il faut encore plus redoubler d’attention (notamment dans tout ouvrage à caractère encyclopédique ou dans un dictionnaire) sur le bon emploi des haut-de-casse (capitales, grandes capitales, lettrines) d’une part, et des bas-de-casse ou petites capitales d’autre part, notamment car cela permet de déterminer, au moins partiellement, la nature intrinsèque des mots composés de minuscules et majuscules invariables, et de repérer les mutations orthographiques, grammaticales, morphologiques et phonétiques autorisées par la langue.
Un article grammatical initial peut faire partie du titre mais sa place ou sa forme, contractée ou non, n’est pas imposée, car il est non signifiant au premier niveau, seule étant conservée sa sémantique distinguant les déterminations définies/indéfinies (et encore pas toujours). Exemples :
- « En composant sa Marche turque, Mozart […] » ;
- « J’ai beaucoup aimé l’interprétation de cette Marche turque. » ;
- « C’est une Marche turque des plus réussies que j’ai dû entendre de la part de ce concertiste. » ;
- « Cette deuxième Marche turque est celle que je préfère. » (note que la capitale sur le premier mot signifiant est indispensable pour éviter la confusion avec un autre titre similaire, alors que l’italique n’est pas obligatoire orthographiquement) ;
- dans les dictionnaires de titres d’œuvres, on trouvera le titre écrit « Marche turque (la) », ou bien écrit « la Marche turque », mais l’œuvre sera toujours classée à la lettre M, pas à la lettre L ;
- dans un annuaire téléphonique ou un dictionnaire français, en regardant les noms propres (de personne, de villes et de lieux géographiques, etc.) commençant par « la », « le », « les », « l’ », « aux », on voit que s’il n’y a pas de trait d’union, l’article est en minuscule, séparable, et n’est pas pris en compte dans le tri au premier niveau ; sinon, il est pris en compte en tant qu’élément invariable. Par exemple, « les Bouches-du-Rhône », « Le Mans » (pas de trait d’union car c’est un article nécessaire, mais mutable ou déplaçable).

Les titres d’œuvres suivent aussi la même logique française car, en tant que tels, ce sont des noms propres, même s’ils sont composés de mots communs et propres. Hormis l’article initial non signifiant, tout le reste du titre est invariable.
- La langue anglaise possède, elle aussi, cette distinction entre mots signifiants et non signifiants dans les titres d’œuvres, la seule différence étant que le français ne demande un haut-de-casse (capitale) obligatoire que pour le premier mot signifiant du titre, alors que l’anglais le demande sur tous les mots signifiants[3]. Les deux langues ne demandent un haut-de-casse pour le premier mot du titre que s’il est commun et signifiant, ou propre, ou s’il est en tête de phrase.
- Le français requiert l’écriture en bas-de-casse (ou petite capitale) pour toutes les autres occurrences de lettres minuscules (et leur interdit les haut-de-casse (capitales ou grandes capitales), au contraire de l’anglais qui, s’il permet mais n’impose pas les haut-de-casse sur le premier mot commun d’un titre lorsqu’il est non signifiant, impose les haut-de-casse (capitales) sur les initiales de tous les termes signifiants du titre.
- Dans les deux langues, l’écriture entièrement en capitales n’est vraiment pas recommandée, sauf pour les noms propres[réf. nécessaire], mais leurs accents intrinsèques devraient toujours être conservés pour préserver les distinctions orthographiques d’homographes possibles.

Les règles sont bien établies dans les ouvrages de référence et notamment les dictionnaires et encyclopédies, même si ailleurs on prend moins soin de la typographie. Wikipédia devrait employer les conventions typographiques des encyclopédies puisque ces conventions sont établies et même normalisées : il y a de nombreux textes légaux et reconnus par des normes internationales (notamment des normes ISO, appliquées en France par des normes AFNOR, au Canada par des normes CSA, etc.) concernant par exemple les références bibliographiques, la toponymie, les noms de personnes et les transcriptions aux fins de références.
Et la confusion est loin de se terminer, au vu de l’inventivité des typographes qui sont parvenus aussi à créer et utiliser la casse « grandes minuscules » comme casse additionnelle pour transcrire des mots composés avec des… majuscules, ou encore utiliser la casse petite capitale (dont les caractères, normalement, servent à transcrire des lettres minuscules) en lieu et place de la casse capitale, pour transcrire en caractères des mots composés avec des majuscules (voir l’exemple ci-dessous des titres de reliures de certains livres).

## Accentuation des capitales et majuscules

### Dispositions générales
En français, « l’accent a pleine valeur orthographique ». L’Académie française recommande donc l’usage d’accent ou tréma sur une majuscule, tout comme l’utilisation de la cédille. Ainsi les publications de qualité écrivent les majuscules (tout comme les capitales) avec les accents et autres diacritiques, au même titre que les minuscules ; elles veillent aussi à respecter les symboles et caractères spéciaux (ligatures, diphtongues) souvent dégradés dans les textes courants. En effet, les signes diacritiques ont un rôle important dans les langues qui les utilisent.
Cependant, dans une grande partie du monde francophone (Suisse romande notamment, mais pas au Canada), seuls les mots en toutes capitales et les minuscules sont accentués dans les textes courants. Les signes diacritiques ne sont systématiquement reproduits que dans les publications soignées : dictionnaires, encyclopédies, collection de la Pléiade…
On trouve donc écrit ‹ Etat › (sic) dans les publications courantes et ‹ État › dans les publications soignées.
La simple lecture des titres de livres dans une bibliothèque, ou dans les livres scolaires, démontre que l’accentuation des majuscules est ancienne et courante. La pratique tendant à ne pas indiquer les accents sur les majuscules et les capitales trouve sa source dans l’utilisation de caractères de plomb à taille fixe en imprimerie. La hauteur d’une capitale accentuée étant supérieure, la solution était alors soit de graver des caractères spéciaux pour les capitales accentuées en diminuant la hauteur de la lettre, soit de mettre l’accent après la lettre, soit simplement de ne pas mettre l’accent. Cette dernière option a souvent été utilisée durant des siècles, et l’est parfois encore, même si, avec l’arrivée de l’informatique, ces difficultés se sont maintenant estompées.
Une quatrième option, employée particulièrement à la télévision, et quelquefois dans les grands textes courts des affiches ou des spots publicitaires, consiste à réduire au strict minimum la hauteur des accents et de les coller sur les lettres capitales, du fait de la faible hauteur de l'écran du téléviseur, comme le montre l'exemple de France Télévisions qui a créé sa version de la police Heldustry avec les accents collés aux lettres (Heldustry FTV), ou Canal+, qui a créé sa propre déclinaison des polices Futura et DIN, et ce malgré leur faible lisibilité.
L’omission des accents ou des cédilles sur les phrases entièrement en capitales cause des ambiguïtés :
- « L’ENFANT AFFOLE SON PERE TOMBE », ou le célèbre « JAURES ASSASSINE » ;
- « LES FILS LEGITIMES DE LOUIS XIV. » Ici, l’ambiguïté est grave, puisque le sens de la phrase peut s’en trouver radicalement changé : les fils « légitimes » sont justement le complet opposé des fils « légitimés » ;
- « LES AVOCATS SERONT JUGES » ;
- « LE PALAIS DES CONGRES » ;
- « LA RETRAITE A 42 ANS » ;
- « SALLE DES INTERNES » ;
- « UN INTERNE TUE » (quatre possibilités).

La linguiste Nina Catach a indiqué à ce propos : « avons-nous besoin de deux accents, l’aigu et le grave ? Notre presse imprimée, toujours à l’avant-garde, a résolu le problème (autre problème séculaire) des capitales non accentuées, et de l’aspect disgracieux des accents de guingois en travers des titres, par une procédure, sans bavures : un seul accent, horizontal, qu’on appelle couramment l’accent plat [ou macron] :
- DEUX BUTS ENCAISSĒS ;
- UN OUVRIER TUĒ ;
- UN PIĒTON RENVERSĒ PAR SON FRĒRE. »

La poste française, de son côté, recommande (pour faciliter le tri automatique) que la localité suivant le code postal soit composée en capitales non accentuées, sans aucune ponctuation. Cette prescription, obligatoire pour la ligne 6 (celle de la localité), ne s’applique pas pour la 1re ligne, celle du nom du destinataire, qui peut garder ses signes diacritiques. En outre le mot « saint » est à abréger. Ainsi, par exemple, Saint-Michel-de-Dèze est à mentionner dans une adresse sous la forme :
- 48173 ST MICHEL DE DEZE

### Le cas du grec
En grec ancien, tel qu’écrit actuellement, les capitales et les majuscules en capitales ne sont pas identiques : un texte écrit au long en capitales n’est normalement pas diacrité, tandis qu’un texte en minuscules avec des majuscules capitales reçoit les diacritiques. De fait, un mot comme ἄνθρωπος / ánthrôpos, « être humain », s’écrit Ἄνθρωπος avec une majuscule capitale, mais ΑΝΘΡΩΠΟΣ en capitales. La capitale de la première lettre du mot est donc un Α alpha nu, la majuscule un Ἄ diacrité, portant esprit doux et accent aigu.[Information douteuse]
Même système en grec moderne en ce qui concerne l'accent : le mot άνθρωπος / ánthropos, « être humain », s'écrit Άνθρωπος avec une majuscule capitale, mais ΑΝΘΡΩΠΟΣ en capitales. En revanche, le tréma doit toujours être mis quoi qu'il arrive : Ευρωπαϊκή Ένωση (« Union européenne ») s'écrit en capitales ΕΥΡΩΠΑΪΚΗ ΕΝΩΣΗ.

### Accentuation avec les principaux systèmes d’exploitation courants
D’autres problèmes subsistent encore : sous Windows, sur les claviers français AZERTY, où l’accent grave et l’accent aigu sont systématiquement associés à des lettres minuscules (‹ é ›, ‹ è ›, ‹ à ›, ‹ ù ›), la pose de ces accents sur des majuscules impose des manipulations alambiquées. Il est particulièrement difficile de produire des majuscules accentuées sur un ordinateur portable non muni d’un pavé numérique. L’opération est plus facile quand les accents sont indépendants des lettres, comme l’accent circonflexe, le tréma, l’accent grave (en AltGr+7) ou le tilde (en AltGr+2) sur le clavier français, ou avec un clavier utilisé avec GNU/Linux, ou encore avec un clavier Macintosh.
Lorsque le clavier français a été standardisé, certaines limitations ont été induites : ainsi le caractère « œ » a été éludé, car les imprimantes vendues n'étaient pas dotées de ce caractère ; de même, les caractères majuscules accentués ont été eux aussi éludés. Toutefois, sous Linux ou sous Windows, des logiciels permettent de dépasser ces limites initiales, par différentes approches.
Il n’y a pas de touche morte pour l’accent aigu, car seul le « e » l’emploie[réf. nécessaire]. Il suffit donc, en plus de la touche « é », d’une combinaison pour le « É » ; sur Macintosh et GNU/Linux, taper « é » alors que Verrouiller Maj est actif donne « É ». Bien sûr, l’emploi d’une disposition de clavier autre que l’AZERTY et ergonomique, comme la disposition Dvorak ou la disposition bépo, résout le problème puisque les lettres accentuées ne sont pas considérées différemment des autres lettres de l’alphabet. Sur GNU/Linux, il existe la disposition de clavier « fr-oss » ou « français alternatif », créée par Nicolas Mailhot, qui permet la saisie de majuscules accentuées à l'aide de la touche Verrouiller Maj, mais aussi de caractères comme « œ », « æ », leurs majuscules, ainsi que les guillemets français « ». Elle peut être installée sur Windows.
Sur Mac OS X, depuis la version 10.9 nommée Mavericks, un appui long sur une touche du clavier fait apparaître un menu local, inspiré d'iOS, permettant de choisir une variation de la lettre normalement attribuée à cette touche. Par exemple, un appui long sur la touche « o » fait apparaître les menus suivants (à gauche, sans la touche Shift appuyée, à droite, avec la touche Shift appuyée) :

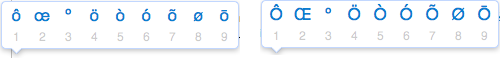
Menus présentés.

Pour pallier les insuffisances du clavier AZERTY français, Microsoft propose un logiciel nommé MSKLC (Microsoft Keyboard Layout Creator) permettant de créer ses propres pilotes de clavier. Par ailleurs, le seul clavier fourni avec Windows qui permet d’écrire directement en français (y compris ligatures), sans faire appel à des programmes extérieurs qui modifient le registre, et qui peuvent être soumis à des droits d’administrateur, est le « clavier canadien multilingue standard », de type QWERTY. Toutefois, il existe désormais un logiciel, Portable Keyboard Layout (PKL), fondé sur plusieurs scripts AutoHotkey permettant de changer de disposition de clavier sans avoir à installer les pilotes Windows,, et donc sans droits d’administrateur.

## Exemples

### Des majuscules en capitales et en minuscules
La confusion entre les termes de « majuscule » et de « capitale » est facilitée par le fait que les majuscules s’écrivent la plupart du temps en capitales. On peut se rendre compte de la différence entre les deux en prenant un exemple ; certains éditeurs présentent les titres et les noms d’auteurs de leurs ouvrages en minuscules sur la couverture. C’est le cas des Éditions de Minuit pour un ouvrage comme le Vocabulaire des institutions indo-européennes d’Émile Benveniste. La couverture est typographiée ainsi :
| LE SENS COMMUN                |
| émile benveniste              |
| le vocabulaire                |
| des institutions              |
| indo-européennes              |
| 1. économie, parenté, société |
| LES ÉDITIONS DE MINUIT        |

On peut dire que le prénom et le nom de l’auteur sont écrits en minuscules ; leur première lettre, cependant, est bien une majuscule : seulement, elle n’est pas en capitale. D’autre part, bien que le nom de l’éditeur soit en capitales, on sait que le É de ÉDITIONS ainsi que le M de MINUIT sont aussi des majuscules.
L'écrivain portugais valter hugo mãe refuse dans ses textes l'emploi de capitales pour noter les majuscules (ce qui explique la graphie de son nom). Son dernier roman s'intitule ainsi a máquina de fazer espanhóis.
On peut également citer e.e. cummings, dont les initiales, ponctuées mais non espacées, sont celles de ses deux prénoms : Edward Estlin. Cummings est célèbre pour son emploi fort peu orthodoxe des capitales et des règles de ponctuation.

## Messagerie électronique
Dans la messagerie électronique, on écrit en capitales pour indiquer que l’on élève la voix. De façon plus générale, cela permet de mettre en évidence une partie de texte lorsque l’on ne peut techniquement pas utiliser de caractères gras, d’italique, ou d’autres enrichissements visuels.
L’utilisation systématique des capitales est agressive et contraire à la nétiquette.